# 中埔鄉
中埔鄉位於臺灣嘉義縣東南部，北鄰嘉義市東區、西區，西鄰水上鄉，東北連番路鄉，東南連大埔鄉，南接臺南市白河區為界，緊鄰嘉義市，為嘉義都會區中的衛星城市之一，對嘉義市的醫療、教育、交通等資源的依賴度皆相當高。全鄉人口約有4.2萬人，是嘉義縣人口第三多的行政區（僅次於民雄鄉與水上鄉）。

## 歷史
「中埔」之名，由來已久，有以下三種說法，通說是第一種：
- 因其北有「內埔」，南有「大埔」，而位於中間站之「埔」也。以是得名。
- 因地處丘地上，四周有頂埔、白芒埔、三界埔、赤蘭埔、樹頭埔、內埔等部落，而位於中心地帶，又是行政中心，因而得名。
- 是中間的荒地之意，相對於「頂埔」而有此稱呼。

在漢人進入中埔鄉之前，此地原為臺灣原住民鄒族的生活領域，清代在此曾設有理番通事以管理原住民事務及貿易，隨著漢人逐漸入墾，鄒族原住民也逐漸往深山發展。而最早移入本地墾殖的漢人，應是在明永曆十五年（1661年），追隨鄭成功來臺屯田於諸羅縣八掌溪崙仔頂（及今之和睦村）的福建平和縣人的賴剛直（恂行，斌來）。賴斌來也是漢人在嘉義縣（包括嘉義市）開墾而見諸史傳的第一人。後來其族人漸多，最多曾有開墾一千多甲的記錄。
在乾隆初葉（1746年前後），受了福建南靖縣人邱純德，福建永定縣人翁珍友等人先後移入本地開墾的影響，此地的漢人逐日漸增多，而墾殖的土地範圍乃由點而擴及面，經歷先民們三百餘年來的慘澹經營，如今，中埔鄉乃成為嘉義縣最富饒的山區鄉鎮之一。
1920年（大正9年）臺灣地方改制，於本鄉設「中埔庄」，劃歸臺南州嘉義郡管轄。戰後初期設臺南縣嘉義區中埔鄉，1950年（民國39年）10月25日行政區域調整實施地方自治縣制劃分隸屬嘉義縣，改為嘉義縣中埔鄉至今。

## 地理
中埔鄉北鄰嘉義市東區、西區、西鄰水上鄉、東北連番路鄉、東南連大埔鄉、南接臺南市白河區，東西寬10.8公里，南北長16.2公里，總面積為129.5016平方公里。

### 地形
全鄉位於中央山脈之西，山地、平原各佔一半。西方和北方是嘉南隆起的平原，地勢呈東南向西北斜降。在地形上，東方和南方都是阿里山山脈的餘脈，稱嘉義丘陵，東屬山區丘陵地，海拔約100－500公尺，高於一千公尺之山地僅佔極少數。西屬嘉南平原海拔50－100公尺，呈東南高西北低之勢。本鄉土壤主要由崩積土、石質土、黃壤、紅壤、沖積土所組成，其中崩積土佔2,989公頃，而石質土所佔比重亦高，山坡地則以黃壤、紅壤、沖積土為主。

### 水文
中埔鄉轄內主要溪流有八掌溪與赤蘭溪（灣潭溪）、石硦溪、沄水溪等。其中引用八掌溪水灌溉之碑圳有隆興圳、山子門圳、崙仔頂圳、嘉生圳、赤蘭埔圳、後壁寮舊圳、後壁寮新圳、白石圭圳，司公廍圳，其灌溉面積達1065公頃。引用赤蘭溪水灌溉之碑圳則有溪底寮圳、下庄仔圳、石頭厝圳、灣潭仔圳，其灌溉面積達306公頃。其餘引用石弄溪、沄水溪及不知名溪流之碑圳之灌溉面積約計485公頃。
其中隆恩圳建於1775年（乾隆40年），嘉義郡中埔庄的劉別和地主合建了「隆恩圳」，主要水源來自八掌溪，灌溉範圍包括枋樹腳、樹頭、石頭厝、頂六，全長36.2公里，取水口位於中埔庄社口。

### 氣候
中埔鄉位於北迴歸線以南，屬熱帶氣候區，常年溫暖高且冬季少雨。本鄉最高溫度為攝氏36℃，最低則為6℃，年平均溫度為22℃，年降雨量介於1500～2000公厘，日照充足，有利農業經營。 

### 人口
根據嘉義縣水上戶政事務所及嘉義縣政府民政處統計，2024年底中埔鄉戶數約1.6萬戶，人口約4.2萬人，是嘉義縣人口第三多的行政區，鄉內人口主要集中在臨近嘉義市的三和地區，即和美村、和睦村與和興村等地，此三村的總人口數約佔全鄉人口數的四成二左右，人口最多與最少的村分別是和美村與中崙村，2024年底兩村人口分別為7,784人與278人，其中和美村也是嘉義縣人口第二大村里（僅次於民雄鄉福樂村）；人口密度最高與最低的村分別是和美村與東興村，2024年底兩村人口密度分別為每平方公里2,997人與37人。

## 政治

### 歷任首長
| 屆次   | 姓名   | 到任日期        | 卸任日期       | 備註 |
| ------ | ------ | --------------- | -------------- | ---- |
| 第1屆  | 張文正 | 1951年 8月10日  | 1953年8月 9日  |      |
| 第2屆  | 曹鶴松 | 1953年 8月10日  | 1956年8月 9日  |      |
| 第3屆  | 陳文章 | 1956年 8月10日  | 1960年1月15日  |      |
| 第4屆  | 洪淵流 | 1960年 1月 16日 | 1964年2月29日  |      |
| 第5屆  | 黃仲魁 | 1964年 3月 1日  | 1968年2月29日  |      |
| 第6屆  | 黃仲魁 | 1968年 3月 1日  | 1973年3月31日  |      |
| 第7屆  | 林金龍 | 1973年 4月 1日  | 1977年12月30日 |      |
| 第8屆  | 林金龍 | 1977年12月31日  | 1982年2月28日  |      |
| 第9屆  | 羅清彥 | 1982年 3月 1日  | 1986年2月28日  |      |
| 第10屆 | 羅清彥 | 1986年 3月 1日  | 1990年2月28日  |      |
| 第11屆 | 鄭炳琨 | 1990年 3月 1日  | 1994年2月28日  |      |
| 第12屆 | 鄭炳琨 | 1994年 3月 1日  | 1998年2月28日  |      |
| 第13屆 | 何火龍 | 1998年 3月 1日  | 2002年2月28日  |      |
| 第14屆 | 張聰成 | 2002年 3月 1日  | 2006年2月28日  |      |
| 第15屆 | 李文堂 | 2006年 3月 1日  | 2009年12月3日  |      |
| 代 理  | 鄭炳琨 | 2009年12月 4日  | 2010年2月28日  |      |
| 第16屆 | 李文錦 | 2010年 3月 1日  | 2013年7月 1日  |      |
| 代 理  | 許彰敏 | 2013年 7月 2日  | 2014年12月24日 |      |
| 第17屆 | 李碧菁 | 2014年12月25日  | 2018年12月24日 |      |
| 第18屆 | 李碧菁 | 2018年12月25日  | 2022年12月25日 |      |
| 第19屆 | 李碧雲 | 2022年12月25日  | 2026年12月25日 | 現任 |

### 鄉政組織
中埔鄉公所是中埔鄉最高層級的地方行政機關，在中華民國政府架構中為鄉自治的行政機關，同時負責執行縣政府及中央機關委辦事項，中埔鄉的自治監督機關為嘉義縣政府。鄉長由全體鄉民直接選舉產生，任期為四年，可連選連任一次。中埔鄉公所並置鄉政會議，為鄉政最高決策機構，在鄉長之下，設有5課4室等9個內部單位及4個附屬機關。
中埔鄉民代表會是中埔鄉的最高民意機關，代表中埔鄉全體鄉民立法和監察鄉政。鄉民代表由公民直選選出，任期為四年，可連選連任。中埔鄉民代表會共有11位鄉民代表，分別為第一選區5席鄉民代表、第二選區3席鄉民代表、第三選區3席鄉民代表，主席、副主席由11位鄉民代表互選產生。

### 行政區
中埔鄉轄下共有個22村，分列如下：
- 中埔村
- 鹽館村
- 灣潭村
- 社口村
- 隆興村
- 義仁村
- 和睦村
- 和美村
- 和興村
- 富收村
- 金蘭村
- 裕民村
- 龍門村
- 頂埔村
- 石硦村
- 瑞豐村
- 同仁村
- 深坑村
- 三層村
- 沄水村
- 中崙村
- 東興村

## 經濟

### 金融業
- 嘉義市第三信用合作社中埔分社(嘉義縣唯一一間分社)
- 京城商業銀行中埔分行
- 中埔郷農會

### 保險業
- 富邦人壽嘉滿通訊處

### 工業
- 中埔公館產業園區[9][10][11]（施工中）

## 教育[12]

### 國民中學
- 嘉義縣立中埔國民中學

### 國民小學
- 嘉義縣中埔鄉中埔國民小學
- 嘉義縣中埔鄉同仁國民小學
- 嘉義縣中埔鄉澐水國民小學
- 嘉義縣中埔鄉大有國民小學
- 嘉義縣中埔鄉中山國民小學
- 嘉義縣中埔鄉社口國民小學
- 嘉義縣中埔鄉頂六國民小學
- 嘉義縣中埔鄉和睦國民小學
- 嘉義縣中埔鄉和興國民小學

## 交通

### 捷運
- 嘉義捷運 綠線（規劃中）

### 公車資訊
2022年4月18日，嘉義市公車忠孝新民幹線於中埔鄉境內設置2.5站，使中埔鄉成為繼民雄鄉之後，第二個有嘉義市公車設置站點的嘉義縣行政區。
嘉義市公車
| 路線         | 業者     | 行先                                         | 停靠站                               |
| ------------ | -------- | -------------------------------------------- | ------------------------------------ |
| 忠孝新民幹線 | 國光客運 | 忠孝新民幹線(紅線) （忠孝北街—勞工育樂中心） | 和美仁義路口                         |
| 忠孝新民幹線 | 國光客運 | 忠孝新民幹線(紅線) （忠孝北街—勞工育樂中心） | 和美幸福五街口                       |
| 忠孝新民幹線 | 國光客運 | 忠孝新民幹線(紅線) （忠孝北街—勞工育樂中心） | 興村教會（往忠孝北街、民雄方向站位） |

- 嘉義客運
  - 7210 嘉義－內角－白河
  - 7214 嘉義－關子嶺
  - 7215 嘉義－澐水
  - 7216 嘉義－觸口
- 嘉義縣公車處
  - 7301 嘉義－大埔
  - 7302 嘉義－奮起湖
  - 7322 嘉義－阿里山
  - 7329 高鐵嘉義站－阿里山
- 新營客運
  - 黃14 白河－三層崎

### 公路
- 國道三號（福爾摩沙高速公路）
  - 297 中埔中埔交流道
- 台3線：沄密戰備道路
- 台18線：嘉義玉山線（阿里山公路、玉山景觀公路）
- 台82線（東西向快速公路 東石－嘉義線）
  - 32 嘉義嘉義交流道
- 市道165號：嘉白公路
- 市道172號

### 公共自行車
嘉義縣公共自行車租賃系統是嘉義縣政府推動的自行車租賃系統，2023年開始規劃建置，由微笑單車股份有限公司得標，2024年7月3日開始試營運，中埔鄉已於2024年7月3日啟用「YouBike公共自行車系統」。資料截至2024年12月5日，YouBike 2.0系統已在中埔鄉設有9個租賃站點，可甲地借車、乙地還車 ，提供民眾租借使用。

## 觀光旅遊
- 西拉雅國家風景區【中埔遊客中心】
- 吳鳳廟【縣定古蹟】
- 吳鳳公園【大阿里山旅客服務資訊站】

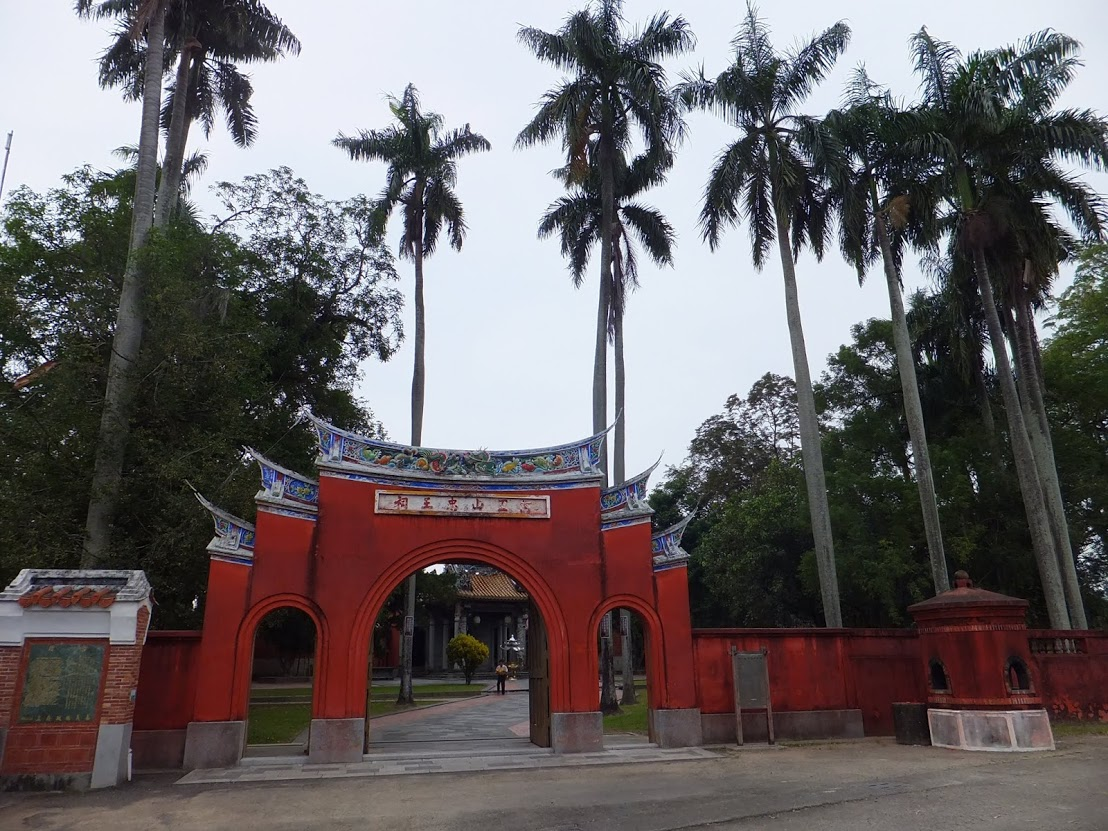
縣定古蹟吳鳳廟

- 中埔穀倉農創園區（全台首間穀倉改建的特色星巴克）
- 豐山生態園區
- 嘉義縣客家文化館
- 翁聚德觀光工廠
- 中崙溫泉
- 鶯山溫泉
- 獨角仙農場
- 綠盈農場
- 石弄林場
- 汴頭夜市
- 同仁夜市

## 特產
- 黑木耳、苦茶油、石蓮花、靈芝、香菇
- 檳榔、咖啡、竹筍、栗子、山藥、番石榴
- 木瓜、柳丁、絲瓜、香蕉、鳳梨、火龍果

## 外部連結
- 中埔鄉公所（页面存档备份，存于）
- 中埔鄉公所的Facebook專頁
- YouTube上的中埔鄉公所頻道